# Ханна, Люси
Люси Ханна (англ. Lucy Hannah (урождённая Террелл; 16 июля 1875 — 21 марта 1993) — американская долгожительница. Вплоть до декабря 2020 года она была официально признана пятым по возрасту человеком в истории и самым старым афроамериканцем за всю историю, однако подтверждение было отозвано.

## Биография
Люси Ханна утверждала, что родилась в Алабаме 16 июля 1875 года. В течение 17 лет считалось, что на момент её смерти она была вторым по возрасту человеком после Жанны Кальман (которая была на пять месяцев старше её) и была самым старым человеком, никогда не владевшим рекордом самого старого живого человека. Она умерла в Мичигане 21 марта 1993 года.

## Споры о возрасте
Официально Люси Ханна была верифицирована Геронтологической исследовательской группой (GRG) на основании исследований «Кестенбаума» спустя десять лет после смерти. Однако в 2015 году члены «Клуба 110», которые также занимаются исследованием долгожителей, усомнились в её возрасте. Согласно результатам исследования, проведенного ими, она могла родиться 12 августа 1895 года. Кроме того, исследователи не смогли найти каких-либо упоминаний о долгожительнице в СМИ, а также её фото. Также неизвестно даже место захоронения долгожительницы. В книге «Исключительная продолжительность жизни», опубликованной в декабре 2020 года, подтверждение дела Ханны было официально отозвано.